# Horst Kober
Horst Kober (* 30. Januar 1937 in Hohenelbe, Tschechoslowakei; † 23. September 2013 in Suhl) war ein deutscher Gewerkschaftssekretär und Politiker (PDS; Die Linke). Er war kommissarischer Oberbürgermeister von Suhl und Mitglied der letzten Volkskammer der DDR.

## Leben und Beruf
Kober, Sohn eines Buchhalters und einer Näherin, besuchte die Grundschule in Schmiedefeld und die Oberschule in Schleusingen, die er mit dem Abitur abschloss. Von 1954 bis 1958 studierte er Ökonomie an der Martin-Luther-Universität in Halle, das Studium schloss er als Diplom-Wirtschaftler ab. 1970 legte er an der Hochschule für Ökonomie in Berlin-Karlshorst seine Promotion zum Dr.oec. ab.
Mitte der Achtziger Jahre war Kober zeitweise als Sekretär im Vorstand des FDGB im Bezirk Suhl tätig. Nach der Wiedervereinigung arbeitete Kober als freiberuflicher Honorardozent und Unternehmensberater.
Kober war verheiratet und Vater eines Kindes.

## Politik
Kober war Mitglied der PDS. Im Januar 1990 wurde er zum kommissarischen Oberbürgermeister der Stadt Suhl berufen. Bei der Volkskammerwahl 1990 trat er als Spitzenkandidat der PDS im Wahlkreis Suhl an und zog in die Volkskammer ein. Am 20. September 1990, knapp zwei Wochen vor der Auflösung der Volkskammer, legte er sein Mandat vorzeitig nieder, ein Nachrücker wurde nicht mehr berufen.
Kober engagierte sich später auch in der Nachfolgepartei der PDS, Die Linke, insbesondere auf kommunaler Ebene.